# Top 10 européen jeunes de tennis de table
Le Top 10 européen jeunes (Europe Youth Top-10) est une compétition annuelle de tennis de table pour jeunes organisée depuis 1985 sous l'égide de l'Union Européenne de Tennis de Table (ETTU). Il comprend actuellement deux catégories : junior (moins de 19 ans) et cadet (moins de 15 ans).

## Histoire
En 1985 s'est tenu à Saint-Marin, la première édition de ce qui s'appelait alors le "Top 12 européens jeunes". Le tournoi réunit les 12 des meilleurs jeunes joueurs et joueuses européens de moins de 18 ans. Le tournoi s'est tenu chaque année de 1985 à 2007 à Riga, en Lettonie. 
Depuis 2008 et le tournoi de Sheffield, le nombre de participants a été réduit à dix. Il prend alors le nom actuel de Top 10. L'âge de la catégorie junior inclut désormais les moins de 19 ans et des compétitions ont été ajoutées pour dix garçons et filles de moins de 15 ans (cadets). 
Le format du Top 10 Jeunes d'Europe est un tournoi toutes rondes, tous contre tous. 
Les participants sont sélectionnés en fonction du classement européen du mois. Parallèlement, des remplaçants sont désignés, permettant de les remplacer (en cas de refus ou de blessure de l'un des participants). 
Au fil des ans, les champions ont intégré leurs équipes nationales séniors respectives. 

## Palmarès

### Juniors
| Année Lieu                | Garçons              | Garçons              | Garçons           |                    | Filles              | Filles                  | Filles |
| Année Lieu                | Or                   | Argent               | Bronze            | Or                 | Argent              | Bronze                  |        |
| ------------------------- | -------------------- | -------------------- | ----------------- | ------------------ | ------------------- | ----------------------- | ------ |
| 2024, Grodzisk Mazowiecki | Flavien Coton        | Andre Bertelsmeier   | Tiago Abiodun     | Veronika Matiunina | Clea De Stoppeleire | Nina Guo Zheng          |        |
| 2023 Bucarest             | Iulian Chirita       | Eduard Ionescu       | Darius Movileanu  | Elena Zaharia      | Mia Griesel         | Zuzanna Wielgos         |        |
| 2022, Tours               | Iulian Chirita       | Andrea Puppo         | Hugo Deschamps    | Hana Harapovic     | Elena Zaharia       | Ioana Singeorzan        |        |
| 2021, Tours               | Borgar Haug          | Ivor Ban             | Maciej Kubik      | Camille Lutz       | Elena Zaharia       | Hana Harapovic          |        |
| 2020, Berlin              | Kay Stumper (de)     | Olav Kosolosky       | Nicolas Degros    | Prithika Pavade    | Darya Kisel         | Elena Zaharia           |        |
| 2019 Noordwijk            | Kay Stumper (de)     | Samuel Kulczycki     | Lilian Bardet     | Tania Plaian       | Jamila Laurenti     | Anna Wegrzyn            |        |
| 2018 Vila Real            | Cristian Pletea (de) | Matteo Mutti         | Bertrand Irvin    | Sabina Surjan      | Andreea Dragoman    | Tania Plaian            |        |
| 2017, Worcester           | Cristian Pletea (de) | Ioánnis Sgourópoulos | Bastien Rembert   | Adina Diaconu      | Anastasia Kolish    | Jennie Wolf             |        |
| 2016, Prague              | Tomas Polansky       | Andreas Levenko      | Joe Seyfried      | Audrey Zarif       | Andreea Dragoman    | Adina Diaconu           |        |
| 2015 , Buzău              | Dennis Klein         | Darko Jorgić         | Bence Majoros     | Natalia Bajor      | Marie Migot         | Yuan Wan                |        |
| 2014 Tours                | Filip Zeljko         | Alexandre Cassin     | Can Akkuzu        | Lea Rakovac        | Pauline Chasselin   | Natalia Bajor           |        |
| 2013 Terni                | Jakub Dyjas          | David Reitspies      | Alexandre Robinot | Bernadette Szőcs   | Alina Arlouskaya    | Lea Rakovac             |        |
| 2012 Buzău                | Leonardo Mutti       | Enzo Angles          | Alexandre Robinot | Bernadette Szőcs   | Yana Noskova        | Mercedes Nagyvaradi     |        |
| 2011 Schwechat            | Quentin Robinot      | Romain Lorentz       | Simon Gauzy       | Petrissa Solja     | Dóra Madarász       | Irina Ciobanu           |        |
| 2010, Topoľčany           | Patrick Franziska    | Simon Gauzy          | Pavel Sirucek     | Sabine Winter      | Dóra Madarász       | Petrissa Solja          |        |
| 2009 Rotterdam            | Patrick Franziska    | Victorien Le Guen    | Daniel Kosiba     | Elena Dubkova      | Krisztina Ambrus    | Barbora Balazova        |        |
| 2008 Sheffield            | Tomas Tregler        | Clément Drop         | Paul Drinkhall    | Amelie Solja       | Cristina Hirici     | Ekaterina Kolodyazhnaya |        |

### Cadets
| Année Date               | Garçons              | Garçons            | Garçons              |                    | Filles             | Filles               | Filles |
| Année Date               | Or                   | Argent             | Bronze               | Or                 | Argent             | Bronze               |        |
| ------------------------ | -------------------- | ------------------ | -------------------- | ------------------ | ------------------ | -------------------- | ------ |
| 2024 Grodzisk Mazowiecki | Danilo Faso          | Samuel Michna      | Francesco Trevisan   | Hanka Kodet        | Koharu Itagaki     | Lisa Wang            |        |
| 2023, Bucarest           | Tiago Abiodun        | Damian Floro       | Patryk Zyworonek     | Léana Hochart      | Koharu Itagaki     | Hanka Kodet          |        |
| 2022 Tours               | Flavien Coton        | Nathan Lam         | Balazs Lei           | Bianca Mei Rosu    | Léana Hochart      | Alesia Sofia Sferlea |        |
| 2021 Tours               | Iulian Chirita       | Dragos Bujor       | Tom Closset          | Veronika Matiunina | Anastasiia Ivanova | Bianca Mei Rosu      |        |
| 2020, Berlin             | Félix Lebrun         | Iulian Chirita     | Andrei Istrate       | Annett Kaufmann    | Charlotte Lutz     | Anna Hursey          |        |
| 2019 Noordwijk           | Darius Movileanu     | Iulian Chirita     | Lilian Bardet        | Elena Zaharia      | Annett Kaufmann    | Voronina Vlada       |        |
| 2018 Vila Real           | Sabhi Myshaal        | Ivor Ban           | Maciej Kubik         | Prithika Pavade    | Elisabet Abraamian | Elena Zaharia        |        |
| 2017 Worcester           | Samuel Kulczycki     | Bilal Hamache      | Dorian Zheng         | Sophia Klee        | Ozge Yilmaz        | Isa Cok              |        |
| 2016 Prague              | Truls Möregårdh      | Vladimir Sidorenko | Maksim Grebnev       | Anastasia Kolish   | Tania Plaian       | Ekaterina Zironova   |        |
| 2015 Buzău               | Cristian Pletea (de) | Irvin Bertrand     | Ioánnis Sgourópoulos | Andreea Dragoman   | Anastasia Kolish   | Lucie Gauthier       |        |
| 2014 Tours               | Cristian Pletea (de) | Irvin Bertrand     | Gerrit Engemann      | Andreea Dragoman   | Adina Diaconu      | Zhang Xuan           |        |
| 2013 Terni               | Tomas Polansky       | Joe Seyfried       | Andreas Levenko      | Adina Diaconu      | Maria Malanina     | Andreea Clapa        |        |
| 2012 Buzău               | Can Akkuzu           | Romain Ruiz        | Alexandre Cassin     | Audrey Zarif       | Yuan Wan           | Alena Lemmer         |        |
| 2011 Schwechat           | Andréa Landrieu      | Dang Qiu           | Filip Zeljko         | Laura Pfefer       | Nicole Trosman     | Ekaterina Guseva     |        |
| 2010 Topoľčany           | Tristan Flore        | Enzo Angles        | Alexandre Robinot    | Bernadette Szőcs   | Irina Ciobanu      | Mateja Jeger         |        |
| 2009 Rotterdam           | Simon Gauzy          | Hampus Soderlund   | Philipp Kuimov       | Bernadette Szőcs   | Yana Noskova       | Petrissa Solja       |        |
| 2008 Sheffield           | Julien Indeherberg   | Romain Lorentz     | Gavin Evans          | Petrissa Solja     | Dóra Madarász      | María Xiao           |        |